# Habsburžani
Habsburžani so bili ena najstarejših in največjih vladarskih dinastij v Evropi.
Habsburžani izvirajo iz Švice in se imenujejo po gradu Habsburg v kantonu Aargau. Od druge polovice 13. stoletja so vladali vsem avstrijskim deželam, pod svojim okriljem pa so imeli tudi večino ozemlja današnje Slovenije.
Prvi ugotovljeni pripadnik Habsburžanov je bil Radbot (* 985; † 30. junij 1045), grof v Klettgauu in drugi sin Lanzelina. Pod njegovo vladavino je bil zgrajen grad Habsburg, sedež Habsburžanov in ustanovljen samostan Muri. Njegov brat je bil Rudolf I., ustanovitelj samostana Ottmarsheim. 
Od 11. do 13. stoletja so si postopno ustvarili posest v Alzaciji in Švici. V prvi polovici 13. stoletja sta si razdelila družinsko posest: grof Rudolf, začetnik lauffenburške veje (izumrla 1415), je dobil posesti v Breisgauu, grofije Klettgau, Lauffenburg in Rheinfelden, grof Albreht iz katerega izvirajo kasnejši nemški, ogro-hrvatski in španski kralji in cesarji, pa je dobil grad Habsburg ter posesti v Alzaciji in kantonu Aargau. Rudolf I. Habsburški, sin grofa Albrehta je bil 1273 izvoljen za prvega nemškega kralja, po zmagi s češkim kraljem Otokarjem pa je pridobil tudi vojvodini Avstrijo in Štajersko. V 14. stoletju so med krizo izgubili nemški prestol, saj so bili leta 1315 poraženi pri Morgartnu in so s tem izgubili vsa posestva v Švici. Oblast so nato začeli utrjevati v t. i. dednih deželah. Leta 1335 je Albreht II. pridobil vojvodini Kranjsko in Koroško, njegov sin, nadvojvoda Rudolf IV. Habsburški pa 1363 Tirolsko. Rodbina se je leta 1379, ko je umrl Albreht II. razdelila na dve veji. Albertinska je imela v oblasti Spodnjo in Zgornjo Avstrijo, kasneje je pridobila še Češko in Ogrsko. Leopoldinska pa je obsegala med drugim tudi slovansko vejo. Zadnja se je konec 14. stoletja razcepila na tirolsko in notranjeavstrijsko, ki se je v začetku 16. stoletja razdelila na špansko, ki je razpadla leta 1700, in avstrijsko. Iz slednje je s poroko Marije Terezije in Franca I. nastala habsburška-lotarinška rodbina.
Habsburžani so v 15. stoletju postali nemško-rimski cesarji. Na tem položaju so se s krajšimi presledki obdržali do odprave cesarstva 1806. Prvi cesar je postal Friderik III. Habsburški leta 1452, ki je bil uspešen tudi pri združevanju habsburških dežel. Pravi vzpon so Habsburžani sicer dosegli z Maksimilijanom I., ki je osvojil Nizozemske dežele, območje današnje Belgije in Burgundijo, in z njegovim sinom Filipom I., ki je osvojil Kastilijo, Španijo in Neapeljsko kraljestvo. Cesarstvo je bilo največje v času Karla V. v 16. stoletju. Po smrti Karla VI. se je vladavina nadaljevala po ženski liniji. Leta 1740 je vladarica postala Marija Terezija, ki je skupaj s svojim sinom Jožefom II. izpeljala precej reform. Zadnji avstrijski cesar je bil Karel I. Avstrijski. Ko je leta 1918 razpadla Avstro-Ogrska, so oblast izgubili tudi Habsburžani. Karlov poskus, da bi se leta 1921 ponovno povzpel na ogrski prestol, je spodletel.

## Seznam Habsburžanov

### A
- Albreht I. Habsburški
- Albreht II. Avstrijski (tudi Albreht II. Hromi)
- Albreht III. Habsburški
- Albreht IV. Habsburški
- Albreht V. Nemški, kot kralj Albreht II.

### E
- Ernest Železni

### F
- Ferdinand I. Habsburški
- Ferdinand II. Habsburški
- Ferdinand III. Habsburški
- Ferdinand I. Habsburško-Lotarinški
- Ferdinand Maximilian Habsburško-Lotarinški
- (Franc I. Štefan Lotarinški, soprog Marije Terezije)
- Franc II./I. Habsburško-Lotarinški (II. kot cesar Svetega rimskega cesarstva in I. kot cesar Avstrijskega cesarstva)
- Franc Jožef I. Habsburško-Lotarinški
- Friderik I. Habsburški
- Friderik III. Habsburški
- Friderik IV. Habsburški
- Friderik V. Habsburški, kasnejši cesar Friderik III.

### J
- Jožef I. Habsburški
- Jožef II. Habsburško-Lotarinški

### K
- Karel I. Habsburško-Lotarinški
- Karel II. Španski
- Karel V. Habsburški
- Karel VI. Habsburški
- Karl von Habsburg

### L
- Ladislav Posmrtni
- Leopold I. Habsburški
- Leopold II. Habsburški
- Leopold II. Habsburško-Lotarinški
- Leopold III. Habsburški
- Leopold IV. Habsburški

### M
- Maksimilijan I. Habsburški
- Maksimilijan II. Habsburški
- Marija Terezija
- Matija Habsburški

### O
- Oton Habsburški
- Otto von Habsburg

### R
- Radbot Habsburški
- Rudolf I. Habsburški
- Rudolf II. Avstrijski
- Rudolf IV. Habsburški

### V
- Viljem Habsburški

## Habsburžani danes
Vodja Habsburžanov je danes Karl von Habsburg, najstarejši sin Otta von Habsburga, zadnjega avstro-ogrskega prestolonaslednika.